# Шапшедов Дмитро Феліксович
Дми́тро Фе́ліксович Шапше́дов — солдат Збройних сил України. В мирний час проживає у місті Дубно.

## Нагороди
За особисту мужність і високий професіоналізм, виявлені у захисті державного суверенітету та територіальної цілісності України, вірність військовій присязі, відзначений — нагороджений
- орденом «За мужність» III ступеня (31.7.2015)